# Sankt Veit am Vogau
Sankt Veit am Vogau là một đô thị thuộc huyện Leibnitz trong bang Steiermark, nước Áo. Đô thị Sankt Veit am Vogau có diện tích 25,9 km², dân số cuối năm 2005 là 1844 người.